# Kano og kajak under sommer-OL 2020 – C1 1000 m (herrer)
Herrernes 1000 meter enerkano under sommer-OL 2020 finder sted den 7. august - 8. august 2020 på Sea Forest Waterway, der ligger i Tokyo Bay zonen.

## Medaljefordeling
| Medaljetagere                | Medaljetagere  | Medaljetagere                | Medaljetagere |
| ---------------------------- | -------------- | ---------------------------- | ------------- |
| Guld                         | Sølv           | Bronze                       |               |
| Isaquias Queiroz · Brasilien | Liu Hao · Kina | Serghei Tarnovschi · Moldova |               |

## Format
Konkurrencen bliver indledt med tre indledende heats. De to bedste fra hvert heat går til semifinalerne, mens de øvrige mødes i de to kvartfinaler. Her går de fire bedste i hver kvartfinale videre til semifinalerne. I semifinalerne går de fire bedste til finalen mens de resterende får mulighed for at konkurrere om placeringerne fra 9 - 16 i B finalen.

## Kvalifikation
Hver NOC kan kvalificere én båd i klassen.
| Kvalifikation                          | Dato                   | Vært       | Pladser | Kvalificeret                                       |
| -------------------------------------- | ---------------------- | ---------- | ------- | -------------------------------------------------- |
| Værtsnation                            | N/A                    | N/A        | 1       | Japan                                              |
| 2019 ICF Verdensmesterskab             | 21. – 25. august 2019  | Ungarn     | 5       | Brasilien · Polen · Frankrig · Tyskland · Tjekkiet |
| 2019 African Games                     | 26. – 31. august 2019  | Marokko    | 1       | Tunesien                                           |
| Oceanien Kvalifikationsturnering 2020  | 14. – 16. februar 2020 | Australien | 1       |                                                    |
| Asiatiske Mesterskaber 2020            | 26. – 29. marts 2020   | Thailand   | 1       |                                                    |
| Europæisk Kvalifikationsturnering 2020 | 6. – 7. maj 2020       | Tjekkiet   | 1       |                                                    |
| Pan Am Kvalifikationsturnering 2020    | 7. – 10. maj 2020      | Chile      | 1       |                                                    |
| 2020 ICF World Cup 2                   | 23.–25. maj 2020       | Tyskland   | 1       |                                                    |
| Total                                  |                        |            | 12      |                                                    |

## Tidsplan
Nedenstående tabel viser tidsplanen for afvikling af konkurrencen:
| Dato      | Tid   | Runde         |
| --------- | ----- | ------------- |
| 7. august | 09:30 | Heat 1        |
| 7. august | 09:38 | Heat 2        |
| 7. august | 09:46 | Heat 3        |
| 7. august | 11:30 | Kvartfinale 1 |
| 7. august | 11:38 | Kvartfinale 2 |
| 8. august | 09:30 | Semifinale 1  |
| 8. august | 09:40 | Semifinale 2  |
| 8. august | 11:00 | B Finale      |
| 8. august | 11:10 | Finale        |

## Resultater

### Heat 1
| Placering | Bane | Atlet             | Nation                    | Tid      | Note |
| --------- | ---- | ----------------- | ------------------------- | -------- | ---- |
| 1         | 6    | Cătălin Chirilă   | Rumænien                  | 4:05.617 | SF   |
| 2         | 5    | José Ramón Pelier | Cuba                      | 4:06.343 | SF   |
| 3         | 4    | Zheng Pengfei     | Kina                      | 4:10.115 | QF   |
| 4         | 3    | Mateusz Kamiński  | Polen                     | 4:11.202 | QF   |
| 5         | 6    | Viktor Melantyev  | Ruslands Olympiske Komité | 4:14.004 | QF   |
| 6         | 1    | Dániel Fejes      | Ungarn                    | 4:34.000 | QF   |
| 7         | 2    | Takanori Tōme     | Japan                     | 4:37.208 | QF   |

### Heat 2
| Placering | Bane | Atlet                    | Nation     | Tid      | Note |
| --------- | ---- | ------------------------ | ---------- | -------- | ---- |
| 1         | 5    | Isaquias Queiroz         | Brasilien  | 3:59.894 | SF   |
| 2         | 6    | Liu Hao                  | Kina       | 4:06.914 | SF   |
| 3         | 2    | Petr Fuksa               | Tjekkiet   | 4:14.482 | QF   |
| 4         | 3    | Pavlo Altukhov           | Ukraine    | 4:15.508 | QF   |
| 5         | 1    | Sergey Yemelyanov        | Kasakhstan | 4:16.039 | QF   |
| 6         | 4    | Wiktor Głazunow          | Polen      | 4:25.996 | QF   |
| 7         | 7    | Rudolph Berking-Williams | Samoa      | 5:19.538 | QF   |

### Heat 3
| Placering | Bane | Atlet                     | Nation               | Tid      | Note |
| --------- | ---- | ------------------------- | -------------------- | -------- | ---- |
| 1         | 5    | Martin Fuksa              | Tjekkiet             | 4:01.620 | SF   |
| 2         | 2    | Balázs Adolf              | Ungarn               | 4:01.665 | SF   |
| 3         | 4    | Sebastian Brendel         | Tyskland             | 4:02.351 | QF   |
| 4         | 6    | Jacky Godmann             | Brasilien            | 4:24.732 | QF   |
| 5         | 6    | Roland Varga              | Canada               | 4:49.250 | QF   |
| 6         | 3    | Joaquim Lobo              | Mozambique           | 4:49.676 | QF   |
| 7         | 1    | Roque Fernandes Dos Ramos | São Tomé og Príncipe | 5:00.977 | QF   |

### Heat 4
| Placering | Bane | Atlet                    | Nation                    | Tid      | Note |
| --------- | ---- | ------------------------ | ------------------------- | -------- | ---- |
| 1         | 4    | Serghei Tarnovschi       | Moldova                   | 4:02.794 | SF   |
| 2         | 5    | Adrien Bart              | Frankrig                  | 4:03.771 | SF   |
| 3         | 1    | Vladislav Chebotar       | Ruslands Olympiske Komité | 4:28.951 | QF   |
| 4         | 6    | Cayetano García          | Spanien                   | 4:34.418 | QF   |
| 5         | 2    | Victor Mihalachi         | Rumænien                  | 4:39.865 | QF   |
| 6         | 3    | Buly Da Conceição Triste | São Tomé og Príncipe      | 4:57.659 | QF   |

### Heat 5
| Placering | Bane | Atlet                  | Nation   | Tid      | Note |
| --------- | ---- | ---------------------- | -------- | -------- | ---- |
| 1         | 4    | Fernando Jorge         | Cuba     | 4:04.378 | SF   |
| 2         | 5    | Conrad-Robin Scheibner | Tyskland | 4:04.920 | SF   |
| 3         | 2    | Connor Fitzpatrick     | Canada   | 4:05.577 | QF   |
| 4         | 1    | Yurii Vandiuk          | Ukraine  | 4:11.346 | QF   |
| 5         | 6    | Pablo Martínez         | Spanien  | 4:21.729 | QF   |
| 6         | 3    | Ghailene Khattali      | Tunesien | 4:39.791 | QF   |

### Kvartfinale 1
| Placering | Bane | Atlet                    | Nation               | Tid      | Note |
| --------- | ---- | ------------------------ | -------------------- | -------- | ---- |
| 1         | 5    | Zheng Pengfei            | Kina                 | 4:05.502 | SF   |
| 2         | 4    | Pavlo Altukhov           | Ukraine              | 4:06.018 | SF   |
| 3         | 3    | Mateusz Kamiński         | Polen                | 4:08.172 |      |
| 4         | 6    | Sergey Yemelyanov        | Kasakhstan           | 4:21.734 |      |
| 5         | 7    | Dániel Fejes             | Ungarn               | 4:21.847 |      |
| 6         | 2    | Roland Varga             | Canada               | 4:28.174 |      |
| 7         | 1    | Buly Da Conceição Triste | São Tomé og Príncipe | 4:55.527 |      |
| 8         | 8    | Rudolph Berking-Williams | Samoa                | DNS      | DNS  |

### Kvartfinale 2
| Placering | Bane | Atlet                     | Nation                    | Tid      | Note |
| --------- | ---- | ------------------------- | ------------------------- | -------- | ---- |
| 1         | 7    | Wiktor Głazunow           | Polen                     | 4:07.632 | SF   |
| 2         | 4    | Connor Fitzpatrick        | Canada                    | 4:09.622 | SF   |
| 3         | 6    | Viktor Melantyev          | Ruslands Olympiske Komité | 4:11.095 |      |
| 4         | 5    | Petr Fuksa                | Tjekkiet                  | 4:14.476 |      |
| 5         | 2    | Victor Mihalachi          | Rumænien                  | 4:15.007 |      |
| 6         | 3    | Jacky Godmann             | Brasilien                 | 4:18.20  |      |
| 7         | 1    | Ghailene Khattali         | Tunesien                  | 4:35.417 |      |
| 8         | 8    | Roque Fernandes Dos Ramos | São Tomé og Príncipe      | 5:10.506 |      |

### Kvartfinale 3
| Placering | Bane | Atlet              | Nation                    | Tid      | Note |
| --------- | ---- | ------------------ | ------------------------- | -------- | ---- |
| 1         | 5    | Sebastian Brendel  | Tyskland                  | 4:07.036 | SF   |
| 2         | 3    | Yurii Vandiuk      | Ukraine                   | 4:08.719 | SF   |
| 3         | 2    | Pablo Martínez     | Spanien                   | 4:09.102 |      |
| 4         | 4    | Vladislav Chebotar | Ruslands Olympiske Komité | 4:18.517 |      |
| 5         | 6    | Cayetano García    | Spanien                   | 4:31.929 |      |
| 6         | 1    | Takanori Tōme      | Japan                     | 4:38.546 |      |
| 7         | 7    | Joaquim Lobo       | Mozambique                | 5:04.687 |      |

### Semifinale 1
| Placering | Bane | Atlet           | Nation   | Tid      | Note |
| --------- | ---- | --------------- | -------- | -------- | ---- |
| 1         | 2    | Adrien Bart     | Frankrig | 4:04.026 | FA   |
| 2         | 6    | Liu Hao         | Kina     | 4:04.196 | FA   |
| 3         | 4    | Martin Fuksa    | Tjekkiet | 4:04.220 | FA   |
| 4         | 3    | Fernando Jorge  | Cuba     | 4:04.725 | FA   |
| 5         | 1    | Pavlo Altukhov  | Ukraine  | 4:05.857 | FB   |
| 6         | 5    | Cătălin Chirilă | Rumænien | 4:09.397 | FB   |
| 7         | 7    | Wiktor Głazunow | Polen    | 4:09.876 | FB   |
| 8         | 8    | Yurii Vandiuk   | Ukraine  | 4:20.098 | FB   |

### Semifinale 2
| Placering | Bane | Atlet                  | Nation    | Tid      | Note |
| --------- | ---- | ---------------------- | --------- | -------- | ---- |
| 1         | 4    | Isaquias Queiroz       | Brasilien | 4:05.579 | FA   |
| 2         | 5    | Serghei Tarnovschi     | Moldova   | 4:06.635 | FA   |
| 3         | 2    | Conrad-Robin Scheibner | Tyskland  | 4:08.503 | FA   |
| 4         | 7    | Zheng Pengfei          | Kina      | 4:09.139 | FA   |
| 5         | 6    | Balázs Adolf           | Ungarn    | 4:09.177 | FB   |
| 6         | 3    | José Ramón Pelier      | Cuba      | 4:09.696 | FB   |
| 7         | 1    | Sebastian Brendel      | Tyskland  | 4:11.413 | FB   |
| 8         | 8    | Connor Fitzpatrick     | Canada    | 4:12.609 | FB   |

### B Finale
| Placering | Banr | Atlet              | Nation   | Tid      | Note |
| --------- | ---- | ------------------ | -------- | -------- | ---- |
| 9         | 6    | José Ramón Pelier  | Cuba     | 4:02.915 |      |
| 10        | 2    | Sebastian Brendel  | Tyskland | 4:03.723 |      |
| 11        | 3    | Cătălin Chirilă    | Rumænien | 4:03.973 |      |
| 12        | 5    | Pavlo Altukhov     | Ukraine  | 4:04.098 |      |
| 13        | 7    | Wiktor Głazunow    | Polen    | 4:04.463 |      |
| 14        | 8    | Connor Fitzpatrick | Canada   | 4:06.043 |      |
| 15        | 4    | Balázs Adolf       | Ungarn   | 4:07.613 |      |
| 16        | 1    | Yurii Vandiuk      | Ukraine  | 4:10.910 |      |

### Finale
| Placering                        | Bane | Atlet                  | Nation    | Tid      | Note |
| -------------------------------- | ---- | ---------------------- | --------- | -------- | ---- |
| 1                                | 4    | Isaquias Queiroz       | Brasilien | 4:04.408 |      |
| 2. plads, sølvmedaljemodtager(e) | 3    | Liu Hao                | Kina      | 4:05.724 |      |
| 3                                | 6    | Serghei Tarnovschi     | Moldova   | 4:06.069 |      |
| 4                                | 5    | Adrien Bart            | Frankrig  | 4:06.171 |      |
| 5                                | 7    | Martin Fuksa           | Tjekkiet  | 4:08.755 |      |
| 6                                | 2    | Conrad-Robin Scheibner | Tyskland  | 4:13.725 |      |
| 7                                | 1    | Fernando Jorge         | Cuba      | 4:13.918 |      |
| 8                                | 8    | Zheng Pengfei          | Kina      | 4:14.048 |      |